# Тамандаре (Пернамбуку)
Тамандаре (порт. Tamandaré) — муниципалитет в Бразилии, входит в штат Пернамбуку. Составная часть мезорегиона Мата-Пернамбукана. Входит в экономико-статистический микрорегион Мата-Меридиунал-Пернамбукана. Население составляет 18 081 человек на 2007 год. Занимает площадь 190 км². Плотность населения — 95 чел./км².
Праздник города — 28 сентября.

## История
Город основан в 1905 году.

## Статистика
- Валовой внутренний продукт на 2005 год составляет 73 339 000 реалов (данные: Бразильский институт географии и статистики).
- Валовой внутренний продукт на душу населения на 2005 год составляет 73 339 реалов (данные: Бразильский институт географии и статистики).
- Индекс развития человеческого потенциала на 2000 год составляет 0,596 (данные: Программа развития ООН).

## География
Климат местности: субтропический гумидный. В соответствии с классификацией Кёппена, климат относится к категории As.